# Costa Budd
La costa Budd (en inglés, Budd Coast) es un sector de la costa de la Tierra de Wilkes en la Antártida Oriental. Se extiende entre las islas Hatch (66°53′S 109°16′E / -66.883, 109.267) en la bahía Vincennes, límite con la costa Knox, y el cabo Waldron (66°34′S 115°33′E / -66.567, 115.550), límite con la costa Sabrina.
El área es reclamada por Australia como parte del Territorio Antártico Australiano, pero está sujeta a las restricciones establecidas por el Tratado Antártico.
Esta costa fue descubierta en febrero de 1840 por la Expedición Wilkes de los Estados Unidos, liderada por Charles Wilkes, quien la nombró en homenaje Thomas A. Budd, tripulante de uno de los barcos de la expedición, el USS Peacock. La costa fue delineada mediante fotografías aéreas tomadas por la Operación Highjump (1946-1947). Las islas Hatch fueron examinadas por helicópteros australianos en 1960. 

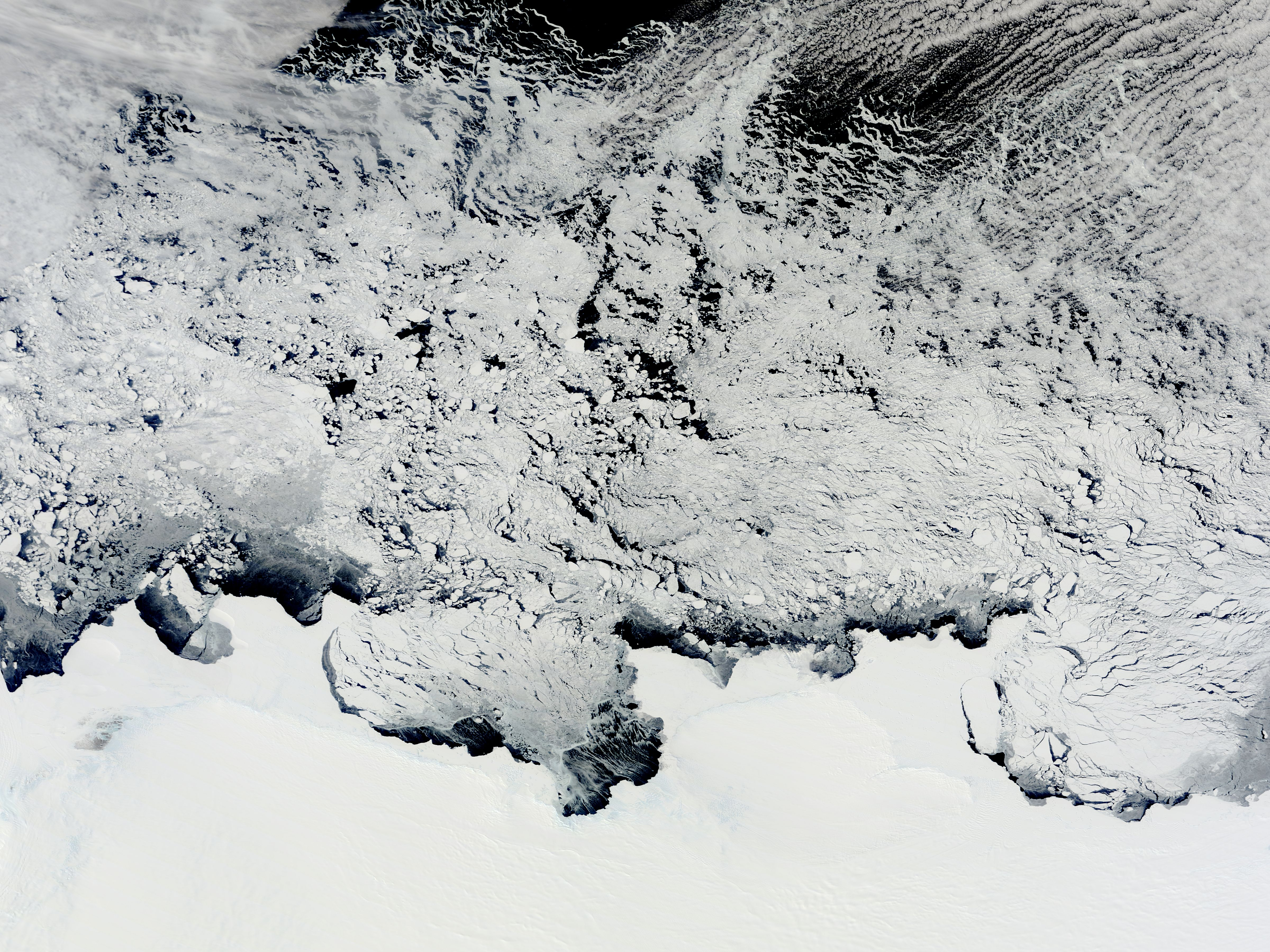
Imagen satelital de la NASA mostrando las costas Knox, Budd y Sabrina.

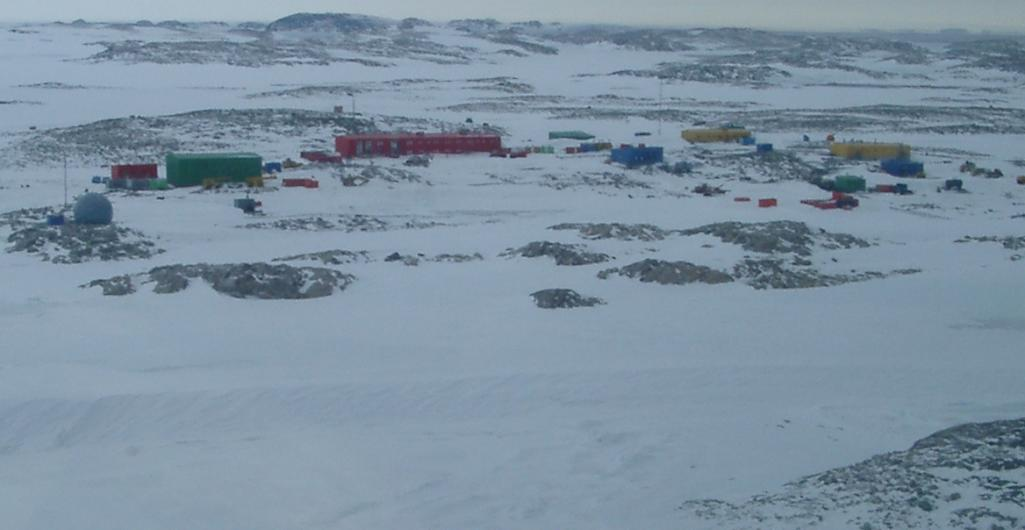
Base Casey de Australia.

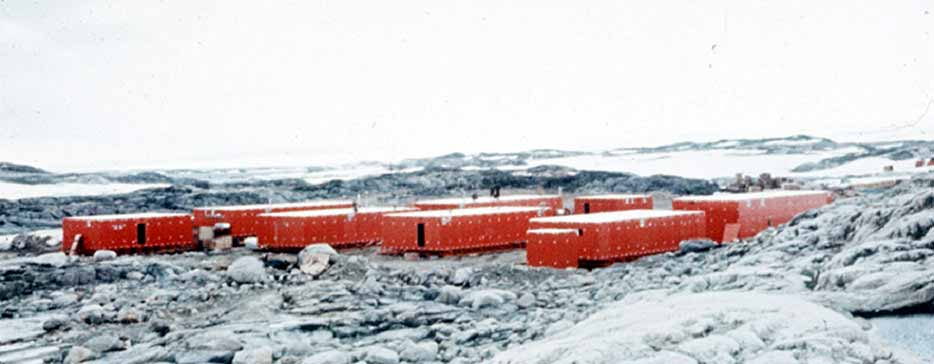
Base Wilkes en 1957.

Como parte del Año Geofísico Internacional, el 29 de enero de 1957 los Estados Unidos construyeron la Base Wilkes en la bahía Newcomb, en el sector occidental de la costa Budd. El 7 de febrero de 1959 la base pasó a la administración de Australia, aunque el personal estadounidense permaneció hasta 1961. Para 1964 la base se hallaba en peligro de incendio a causa de la filtración de combustible, a la vez que quedó sepultada en el hielo y la nieve, por lo que en 1969 fue cerrada al ser inaugurada la Base Casey a 2 km de ella, en las islas Windmill. En diciembre de 1988 la estación fue remplazada por una completamente nueva. Australia inauguró en 2004 una pista aérea en el glaciar Peterson, la Wilkins Runway, ubicada a unos 65 km costa adentro de la Base Casey.